# Lodden tudselilje
Lodden tudsesiv (Tricyrtis hirta) er en løvfældende staude med opret, let overhængende vækst. Hele planten er giftig.

## Beskrivelse
Stænglerne er runde og lysegrønne. Bladene er ægformede med buede nerver og hel rand. Begge sider er let behårede. 
Blomstringen sker i september, hvor de regelmæssige blomster sidder i en løs stand for enden af skuddet. Kronbladene er hvide med violette pletter. Frøene modner godt og spirer villigt under de rette betingelser.
Rodnettet består af vandrette jordstængler med tykke, seje siderødder. 
Højde x bredde og årlig tilvækst: 0,80 x 0,45 m (80 x 5 cm/år).

## Hjemsted
Planten findes i Kina, Korea og Japan, hvor den vokser i løvskove på fugtig bund i let til fuld skygge sammen med bl.a. alm. brunelle, alm. fredløs, kattehale, døvnælde, hjortetunge, hvid fredløs, japansk hjortetrøst, springbalsamin, strandasters og vejbredskeblad.
| Portal | Portal:Botanik |